# Cyrtandra parva
Cyrtandra parva är en tvåhjärtbladig växtart som beskrevs av Elmer Drew Merrill. Cyrtandra parva ingår i släktet Cyrtandra och familjen Gesneriaceae. Inga underarter finns listade i Catalogue of Life.